# Monument William Wallace

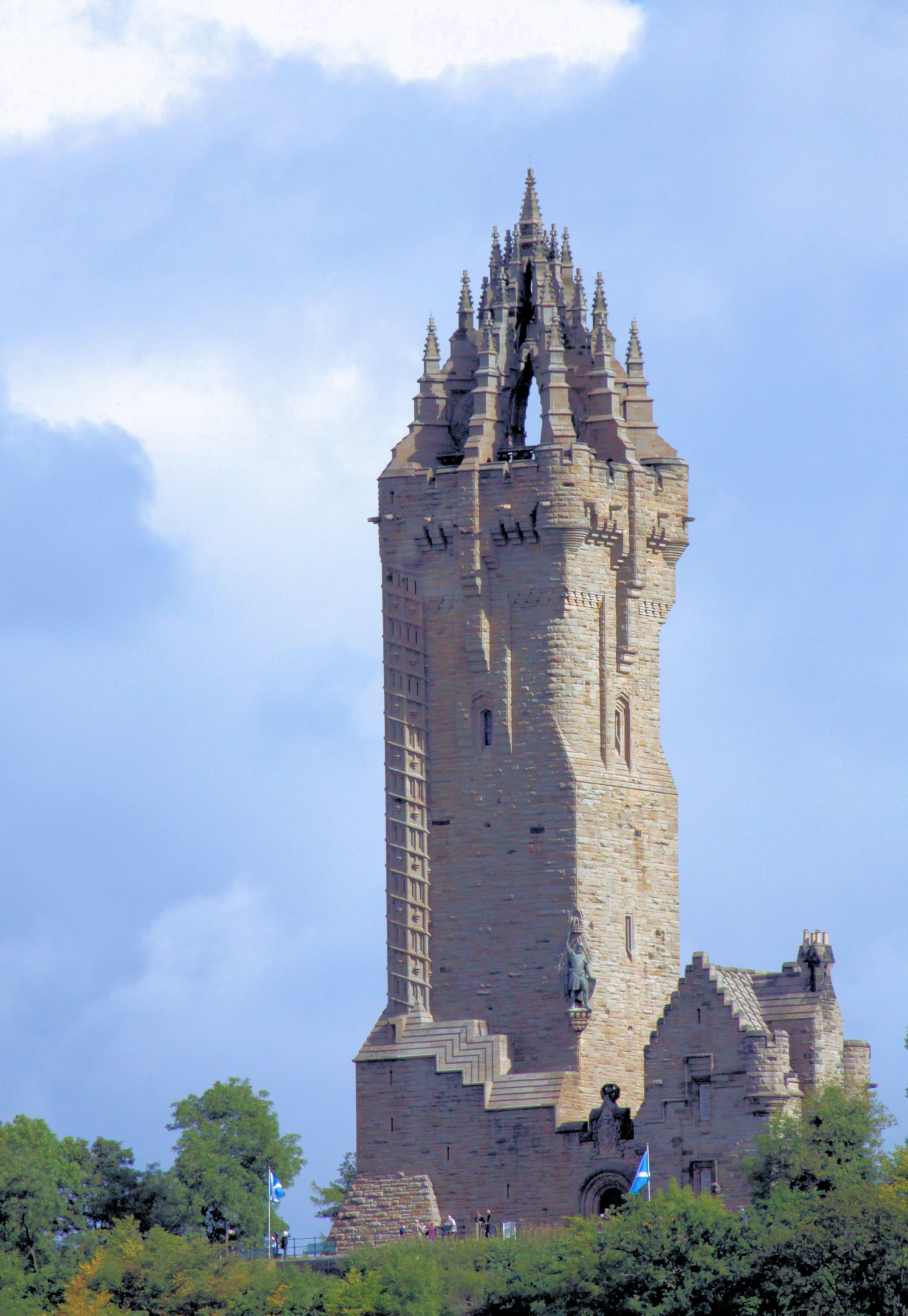
Monument William Wallace

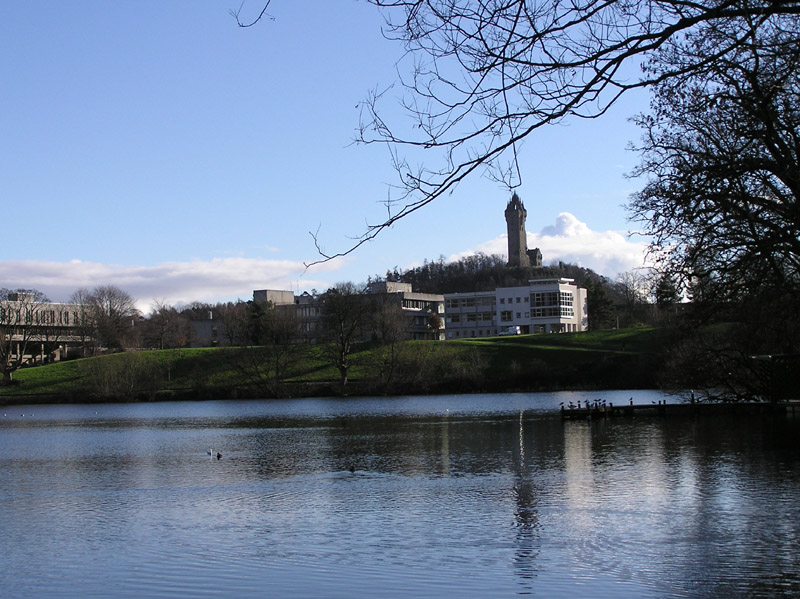
Le monument vu depuis l'université de Stirling

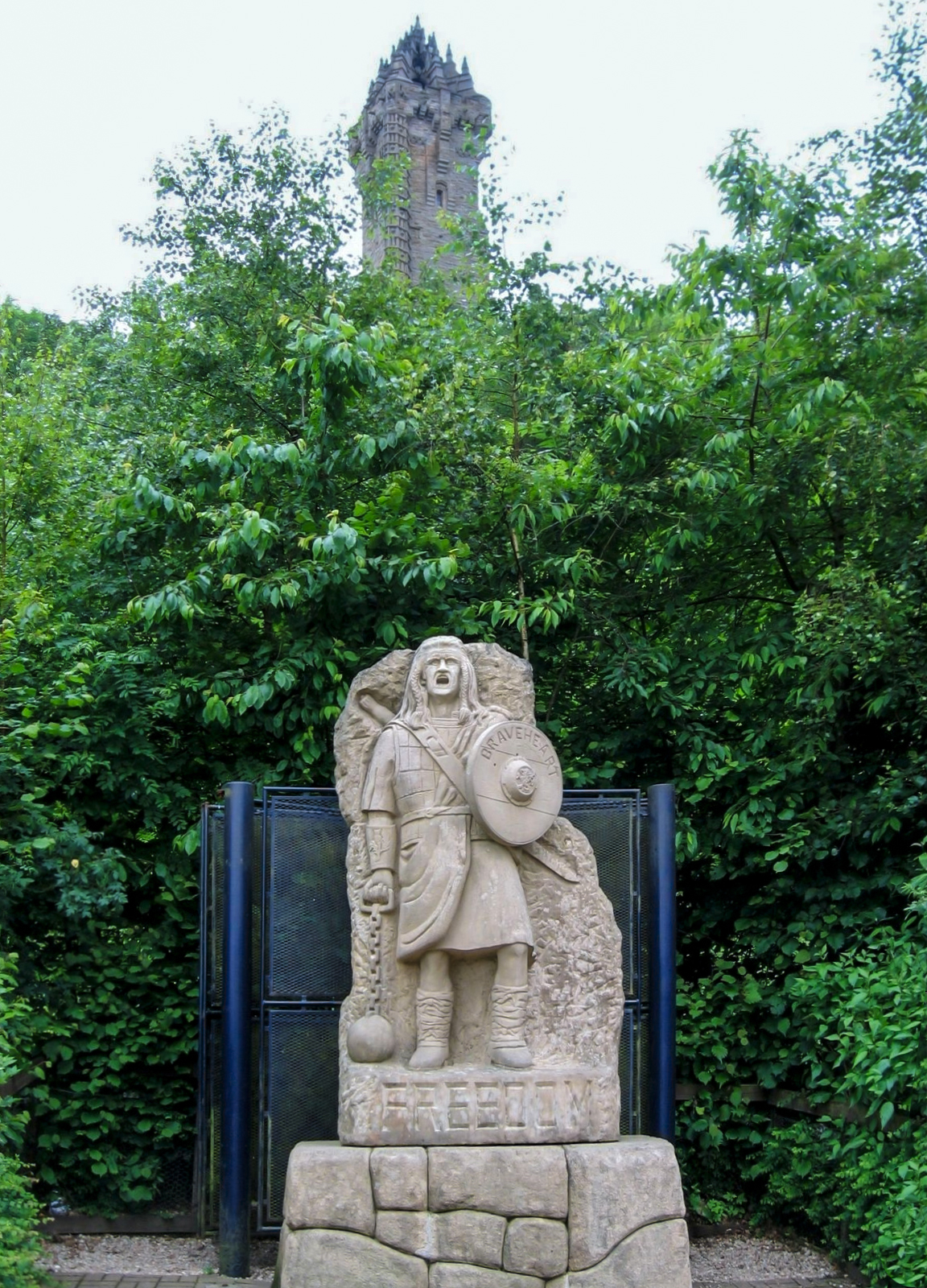
La tour-Wallace et la statue de William Wallace

Le Monument à William Wallace (Wallace Monument ou Wallace National Monument) est une tour située au sommet de Abbey Craig, une colline près de Stirling en Écosse. Elle perpétue la mémoire de William Wallace, un héros écossais du XIIIe siècle.
La tour a été construite grâce à une campagne de collecte de dons et grâce à la résurgence d’un sentiment patriotique écossais au XIXe siècle. En plus de souscriptions publiques, elle a été en partie financée par un certain nombre de donateurs étrangers, dont le patriote italien Giuseppe Garibaldi. Terminé en 1869, le bâtiment dû à John Thomas Rocheadde est construit en grès dans un style gothique victorien pour une hauteur de 67 mètres. La tour est au sommet de Abbey Craig, un crag volcanique surplombant l’abbaye de Cambuskenneth, de laquelle William Wallace regardait le rassemblement des troupes du roi anglais Édouard Ier, juste avant la bataille du pont de Stirling.
Le monument est ouvert au public. Les visiteurs peuvent monter l’escalier en spirale, de 246 marches, jusqu’à la galerie située au sommet, qui offre une vue dégagée sur le massif des Ochil Hills et la vallée de la Forth.
En 1998, en association avec le film Braveheart, une statue de William Wallace sous les traits de Mel Gibson a été construite sur le stationnement du monument ; elle a souvent été l’objet de moqueries (et de plusieurs actes de vandalisme). Des appels ont souvent été lancés en faveur de la suppression de cette statue, ce qui fut fait en 2008.
De nombreux objets ayant appartenu à William Wallace sont visibles à l’intérieur du monument, dont une claymore (épée écossaise) de plus de 160 cm (5 pieds et 4 pouces).